# Metacyrba punctata
Espèce
Synonymes
- Balmaceda punctata Peckham & Peckham, 1894

Metacyrba punctata est une espèce d'araignées aranéomorphes de la famille des Salticidae.

## Distribution
Cette espèce se rencontre des États-Unis à l'Équateur.

## Description

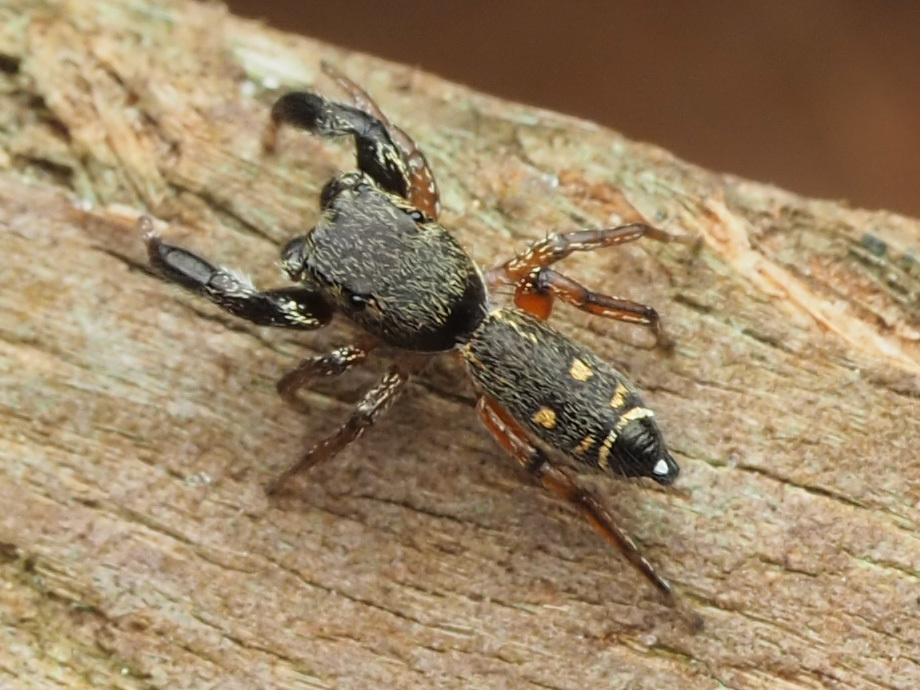
Metacyrba punctata

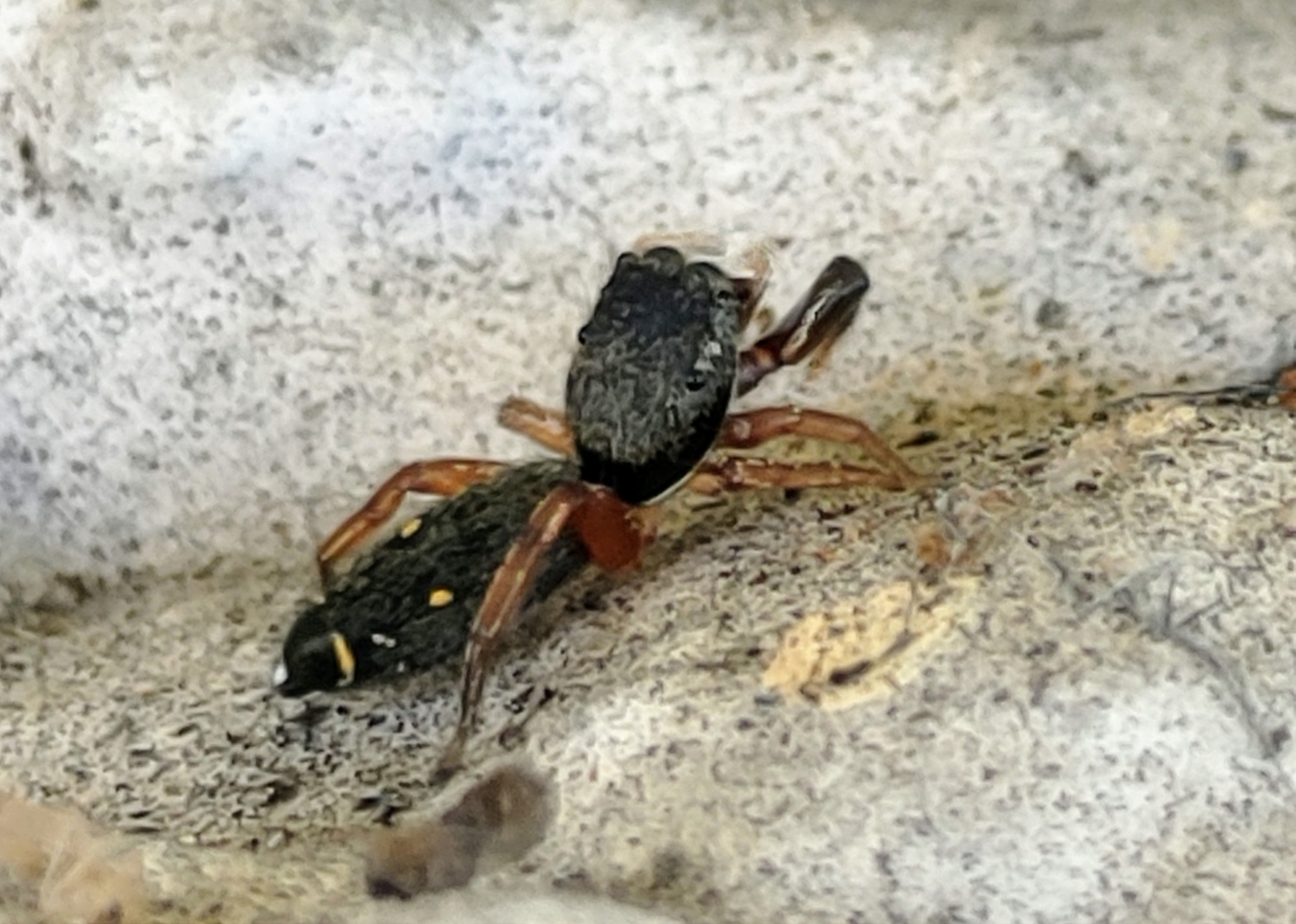
Metacyrba punctata

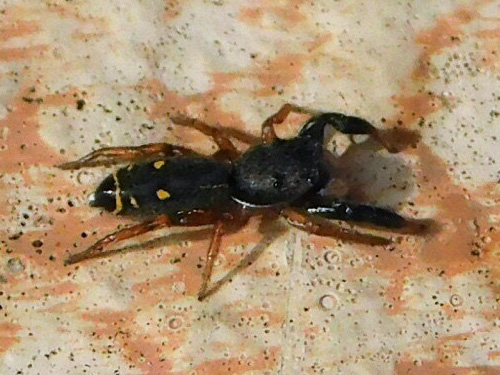
Metacyrba punctata

Le mâle syntype mesure 5 mm et la femelle syntype 6 mm.
Les mâles mesurent de 3,77 à 4,75 mm et les femelles de 4,72 à 5,74 mm.

## Systématique et taxinomie
Cette espèce a été décrite sous le protonyme Balmaceda punctata par Peckham et Peckham en 1894. Elle est placée dans le genre Breda par Chickering en 1946 puis dans le genre Metacyrba par Barnes en 1958.

## Publication originale
- Peckham & Peckham, 1894 : « Spiders of the Marptusa group. » Occasional Papers of the Natural History Society of Wisconsin, vol. 2, no 2, p. 85-156 (texte intégral).